# Peter Bonetti
Peter Phillip Bonetti (Putney, 1941. szeptember 27. – 2020. április 12.) angol labdarúgó, a Chelsea legendás kapusa. Ő a második legtöbb mérkőzésen pályára lépett játékos a Chelsea-ben, kapusok közül pedig az első. Valamint ő tartja a legtöbb kapott gól nélküli mérkőzés rekordját is (208 mérkőzés).

## Pályafutása
A Chelsea a Reading ificsapatából szerződtette Bonettit, miután az édesanyja megkérte az akkori vezetőedzőt, Ted Drake-et, hogy próbálja ki a fiát a kapusposzton. A csapatban 1960. április 2-án, 18 évesen debütált a Manchester City ellen, pár héttel később pedig ifi-FA Kupa győzelemhez segítette a Chelsea ificsapatát. Az 1960–61-es szezontól elsőszámú kapus lett a klubnál, ezt a pozícióját a következő 19 évre többé-kevésbé változatlanul megtartotta. Második teljes szezonjában a Chelsea a másodosztályba került, a menedzser pedig Tommy Docherty lett. Bonetti kulcsjátékos lett a csapatnál, ahol olyan játékosokkal játszott együtt, mint Bobby Tambling, Terry Venables, John Hollins és Barry Bridges. A Chelsea-nek a szezon utolsó előtti mérkőzésén biztos győzelem kellett a Sunderland ellen a feljutáshoz. A találkozót 1–0-ra megnyerték, Bonetti az utolsó percben nagyszerűen védte George Mulhall lövését, ezzel megőrizte csapata feljutási esélyeit. Az utolsó fordulóban, a 7–0-s Portsmouth elleni győzelem jelentette a tényleges helyet az elsőosztályban.

### Válogatott
Bonetti nemzetközi karrierje némileg szerencsétlenül alakult. Olyan időszakban került a válogatottba, mikor több tehetséges angol kapus is játszott, mint Ron Springett és Gordon Banks, majd később Peter Shilton. Bonetti így csak hét alkalommal kapott lehetőséget az angol válogatottban. Tagja volt a világbajnok angol csapatnak 1966-ban, de egy mérkőzésen sem játszott.

## Sikerei, díjai
Chelsea
- Angol ligakupa: 1965
- FA-kupa: 1970
- KEK: 1971[5]

Angol válogatott
- Világbajnokság: 1966